# Ромашкове (село)
Рома́шкове —  село в Україні, у Середино-Будській міській громаді Шосткинського району Сумської області. Населення становить 377 осіб. До 2020 орган місцевого самоврядування — Ромашківська сільська рада.

## Географія
Село Ромашкове знаходиться на березі річки Знобівка, вище за течією на відстані 2 км розташоване село Шалимівка, нижче за течією на відстані 1,5 км розташоване село Чернацьке. На відстані 1,5 км розташоване село Лісова Поляна. Через село проходить автомобільна дорога Т 1915.

## Назва
Про походження назви села точних відомостей не збереглося. Існує припущення, що воно походить від імені селянина Ромашка Кашлова, який у середині XVII століття мав бортні угіддя у цих місцях.

## Символіка
Герб села є промовистим. На ньому зображена ромашка на синьому тлі (річка Знобівка), до якої летить бджола брати нектар (Ромашка Кашлов мав тут бортні угіддя, в селі у 18 столітті працював пиво-медоварний завод пана Закоморного). Внизу смужка червоного кольору - вказує на красу села.

## Історія
Ромашкове було засновано старостою Новгород-Сіверського Олександром Пясочинським або його сином Яном в 40-х роках XVII століття і до початку національно-визвольної війни українського народу проти панування Польщі перебувало у володінні сім'ї Пясочинських. Після звільнення України від поляків воно було включено в число «ратушних сіл» та близько 1677 р. подаровано новгород-сіверський протопопу Єлисею Зеленицькому.
Після смерті Зеленецького гетьман Іван Мазепа в 1698 році віддав Ромашкове разом «з усіма його приладдям і селянами» компанійському полковнику Григорію Пашковському (? - 1701), а від нього воно в 1701 році перейшло до його дружини Глікерії.
У жовтні 1709 Іван Скоропадський відібрав Ромашкове у Глікерії Пашковської і 13 жовтня 1709 надав його Андрію Петровичу Ізмайлову, який служив з 30 липня 1709 по вересень 1710 ближнім стольником в Глухові.
Після звільнення А. П. Ізмайлова з посади стольника, Ромашкове було повернуто під гетьманську владу і в 1715 році віддано Глухівському сотнику Івану Мануйловичу (? - 1740), який по ревізії 1723 р. володів в ньому 11 дворами і 5 хатами, а козаки - 16 дворами.
У 1740 році Іван Мануйлович помер. Після його смерті Ромашкове успадкувала його єдина дочка Марія Іванівна Мануйлович (? - 1763-1765). Проте за рішенням Малоросійського генерального суду від 29 травня 1746 р. воно у неї було відібрано і передано її двоюрідному брату Дмитру Васильовичу Оболонському, синові її тітки Анастасії Мануйлович, яка довго сперечалася зі своїм братом Іваном за частину спадщини, що залишився після смерті їх вітчима - глухівського сотника Василя Федоровича Ялоцького.
Незабаром після присудження Ромашкового Дмитру Оболонському він подарував його своєму зятю - бунчуковому товаришу Андрію Павловичу Раковичу (? - До 1749), онуку компанійського полковника Григорія Пашковського, а після його смерті воно перейшло у спадок до його дружини і дітей - бунчуковому товаришу Захару Андрійовичу Раковичу (? - до 1788) і Лаврентію Андрійовичу Раковичу (бл. 1741 - після 1809).
На момент опису Новгород-Сіверського намісництва 1779-1781 рр. З. А. Ракович володів в Ромашковому 21 двором і 26 хатами, Л. А. Ракович - 16 дворами і 20 хатами, виборні козаки - 5 дворами і 10 хатами, підпомошники - 14 дворами і 24 хатами, а козацькі підсусідки - 1 двором, 2 хатами і 1 бездворовою хатою.
Після смерті братів Раковичів їх спадкоємці розпродали свої ромашківські володіння і до кінця 20-х років ХІХ століття в селі вже «було багато поміщиків, проте всі вони були полупанками, більше двохсот душ ні у кого не було: Григорій Герасимович Соколик, який мав найбільше кріпаків, найкращу в селі садибу і гуральню; Новікови, які володіли в Ромашковому садибою і винокурнею; Дергунові, Лазаровичі, Іван Крелевецький, Йосип Крелевецький» та інші.
За спогадами Олександра Федоровича Липського, на початку ХІХ століття Ромашкове являло собою «таку глушину, яких небагато в усій Чернігівської губернії. Глушину непроглядну. Село знаходилося на річці, що розділяла його на дві частини, кожна версти по дві, якщо не більше. Наприкінці правого боку знаходилася сільська церква. Ліва сторона села називалася "той бік" і абсолютно відокремлювалася широким ставком і островом. Річка між селом була широка і в багатьох місцях глибока, береги заросли очеретом. На ній було три млини. Раків, плотви, окунів, линів, карасів і щук була безодня».
Напередодні скасування кріпацтва, в 1859 році, в селі проживало 879 жителів. Більшість з них були кріпаками і належали кільком поміщикам. У в селі працювали 3 вітряних млини, 1 заїжджий двір і 1 гуральня.
Здавна в Ромашковому функціонувала дерев'яна Покровська церква, в якій в 1779-1781 рр. служив священик Ялинське і один паламар. Проте з часом вона занепала, і в 1877 році на її місці була зведена нова церква, яка за одними даними була дерев'яною, а за іншими - цегляною.
У жовтні 1860 в селі була відкрита перша церковно-приходська школа, в якій в 1860-1861 навчальному році навчалося 26 хлопчиків, а в 1885 році - земська школа, яку в 1901 році відвідувало 30 хлопчиків і 7 дівчаток. Школа знаходилася в громадському будинку і утримувалася за рахунок коштів земства в сумі 125 руб. і сільського товариства в сумі 160 руб.
В 1952 році два ромашківські колгоспи об`єдналися в один - ім. Жданова. У 1989 році, він отримав назву «Україна».
Після 1991 року в житті ромашківців сталися великі зміни. Місцевий колгосп кілька разів реформували. В 1996 році землі колгоспу «Україна» було розпайовано, створено КСП «Україна», 319 громадян села отримали право на земельну частку (пай). У 2006 році відбулось реформування, створено СВК «Ромашкове». Земельні частки (паї) взяті кооперативом в оренду у громадян.
12 червня 2020 року, відповідно до Розпорядження Кабінету Міністрів України № 723-р «Про визначення адміністративних центрів та затвердження територій територіальних громад Сумської області» увійшло до складу Середино-Будської міської громади.
19 липня 2020 року, в результаті адміністративно-територіальної реформи та ліквідації Середино-Будського району, село увійшло до Шосткинського району.

## Сьогодення
На території села Ромашкове працює  СВК «Ромашкове», сільський клуб, бібліотека, ФАП, Покровська церква.

#### Російське вторгнення в Україну (з 2022)
3 серпня 2024 року російські війська обстріляли село. Зафіксовано 2 обстріли: 5 вибухів, ймовірно ФПВ-дрон.   
14 серпня 2024 року село зазнало чергової атаки агресора. Оперативне командування «Північ» зафіксувало 4 вибухи, ймовірно РСЗВ.   
27 серпня 2024 року оперативне командування «Північ» інформує про обстріли села. Зафіксовано 4 вибухи, ймовірно ствольна артилерія 122 мм.    